# Bratje (Jalen)
Bratje je drama Janeza Jalna, ki je bila objavljena v reviji Dom in svet leta 1930.

## Osebe
- Dr. Mirko Tratnik: advokat in narodni prvak
- Lija: njegova žena
- Jana, Branko: njuna otroka
- Tine Tratnik: Mirkov brat, premožen kmet
- Zora, Tila: njegova otroka
- Mana Gorjanec: kuharica pri dr. Tratnikovih
- Pavel: njen sin
- Lovro POgačar: podjetnik
- Reza: dekla na Trati

## Kraj in čas
- Čas: tik po  prvi svetovni vojni
- Kraj: mesto

## Vsebina
Jalen je v tej drami obravnaval slovensko narodnostno vprašanje v času mirovnih pogajanj in bojev za Koroško. Tudi v tej drami gre za ohranitev Tratnikove domačije, ki je ostala brez moškega potomca. Poudarja pa tudi usodno spopadanje med bratoma in hkrati nakazuje nujnost bratskega sporazumevanja.
1. dejanje: Vojne je konec, a zdaj se začenja boj za osvoboditev zasužnjenih bratov ob mejah: mobilizacija, razglasi za priglasitev prostovoljcev, študentje norijo od domoljubnega navdušenja. A mnenja v družini so deljena: Tine je zoper vojno, ubila mu je dva sina in ženo, ki je umrla od žalosti. Tudi Pavel, ki je bil težko ranjen, odklanja orožje; ne bo šel med prostovoljce, čeprav mu Jana očita bojazljivost in pomanjkanje ljubezni do domovine. Tedaj prideta Branko in Tila, oba sta se priglasila za boj; Branko zato, ker je na razglasih tudi podpis njegovega očeta, Tila zato, ker se je priglasil cel razred z razrednikom vred. Jana je navdušena in ponosna, drugi potrti: vojska z odvezanimi rokami grabi okrog sebe in mori, tisti, ki so jo sprostili, pa se umaknejo kot Pilati.
2. dejanje: Pogačar prepričuje Tratnika, da morajo brate osvojiti ekonomsko, kupovati podjetja, rudnike itn. - to bo močan adut pri mednarodnih pogajanjih. Za posrednika ponudi tujega inženirja Grosa, Tratnik naj mu priskrbi dovoljenje, da bo lahko neovirano prehajal prek fronte. Tratnik se po krajšem upiranju pusti prepričati. - Družina čaka na slovo od Branka in Tila, ne vedoč, da Branko še spi; mati ga je bila zvečer opijanila in ga zaprla v sobo, ker se boji zanj. Po slovo prideta Tila in na splošno presenečenje Pavel, ki odhaja zato, da bi varoval mlajše in neizkušene. Jana spozna, da je Pavla krivično sodila, njegova požrtvovalnost jo pretrese. Pripojo prostovoljci, fanta se poslovita in odideta z njimi. Tedaj začne zaprti Branko razbijati po vratih, obupan in sovražen do staršev, ki so mu zahrbtno preprečili odhod.
3. dejanje: Jana in Branko izgubljeno posedata doma. Jana si očita svoje ščuvanje, zaupa se bratu: Pavel je brez velikih besed storil svojo dolžnost in ona ga je vzljubila, a Pavel je zavezan Zori, zanjo ni upanja ... Tudi Branko je nesrečen, od očeta zahteva, naj izstopi iz zbora odgovornih mož ter tako družino reši samote. Oče njegovo govorjenje odbije kot neresno. Tedaj pride Pavel s strašno vestjo, da je Tila padel pod kroglami sovražnikov, ki jih je bil na položaje pripeljal neki Gros. Tratnik je zbegan, družina obupana.
4. dejanje: Pod pritiskom krivde dr. Tratnik sklene, da bo opustil politiko in se posvetil svojim. Otroka sta se mu odtujila, Jana išče mir v pobožnosti in misli na samostan, Branko se druži s prekucuhi, ki hočejo sami prevzeti oblast. Tudi brat Tine mu zameri sinovo smrt ... Tedaj pride Tine z Zoro; bratu je bil odpustil, pripeljal hrano s kmetije, rad pa bi predvsem uredil problem Trate. Nima je komu zapustiti, kajti Zora je Pavlova, Pavel pa je delavski sin in bolan, za zemljo nima ne moči ne veselja. Ko Trato odkloni tudi Branko, češ da bi ga tam preveč preganjala Tilova senca, se Tine odloči in ponudi zakon dekli Reziki, ki na Trati visi z vsem srcem; z njo bo na Trato prišel nov zarod sinov. - V tem priteče Pogačar, na begu je pred množico, ki ga hoče obesiti. Jana stopi na balkon, da bi ljudi pomirila, nagovori jih kot brate; a iz množice, v kateri je tudi Branko, padejo streli in Jana omahne. Ob njej se zberepretresena družina, tudi skesani Branko, ki se za zmeraj odpove nasilju. Jana v samopozabi žrtve obljubi, da bo molila za srečo Pavla in Zore.

## Objava in uprizoritve
Tudi ta drama je bila objavljena v Domu in svetu in sicer leta 1930. V času izida so bili Bratje aktualno dramsko besedilo, ki je ustrezalo političnemu dogajanju in nazorskim spopadom po nastopu politične diktature jugoslovanskega kralja Aleksandra. Dramo so zato veliko igrali po ljudskih odrih, medtem ko na oder ljubljanske Drame ni prišla. Ker drama ni bila uprizorjena na osrednjem slovenskem odru, tudi ni bilo nobenega javnega kritičnega odmeva. Leta 1931 je Mohorjeva družba Brate natisnila kot 46. Zvezek Mohorjeve knjižnice.